# Догуа, Гидж Добрович
Гидж Добрович До́гуа (1903 — ?) — бригадир колхоза имени Сталина Очемчирского района Абхазской АССР, Грузинская ССР. Герой Социалистического Труда (03.05.1949).

## Биография
Родился в 1903 году в селе Ткварчели Кутаисской губернии (ныне — город, центр Ткварчельского района Абхазии). Абхаз.
С ранних лет приобщился к крестьянскому труду. С началом коллективизации сельского хозяйства в Грузинской ССР одним из первых в селе Ткварчели вступил в местный колхоз имени Сталина, позже возглавил полеводческую бригаду по выращиванию табака. Гидж Догуа добился лучших результатов в выращивании табака «Самсун», как на его родине — в Турции. Его бригада освоила этот раннеспелый сорт.
По итогам работы в 1947 году Гидж Догуа был награждён орденом Ленина.
В 1948 году его бригада получила урожай табака сорта «Самсун» № 27 17,1 центнера с гектара на площади 6 гектаров.
Указом Президиума Верховного Совета СССР от 3 мая 1949 года за получение высоких урожаев кукурузы и табака в 1948 году Догуа Гиджу Добровичу присвоено звание Героя Социалистического Труда с вручением ордена Ленина и золотой медали «Серп и Молот».
Этим же указом высокого звания был удостоен и председатель его колхоза Мушни Аршба.
В последующие годы бригада Гиджа Догуа продолжала получать высокие урожаи табака и зелёного чайного листа в колхозе, позже переименованном в колхоз имени Ленина.
Неоднократный участник Выставки достижений народного хозяйства (ВДНХ).
Проживал в родном селе Ткварчели. Дата его кончины не установлена.

## Награды
- Золотая медаль «Серп и Молот» (03.05.1949)
- орден Ленина (21.02.1948)
- орден Ленина (03.05.1949)
- Медаль «За трудовую доблесть»
- Медаль «В ознаменование 100-летия со дня рождения Владимира Ильича Ленина»
- Медаль «За доблестный труд в Великой Отечественной войне 1941—1945 гг.»
- Медаль «Ветеран труда»
- медали Выставки достижений народного хозяйства (ВДНХ)
- и другими